# Żakowice (Radom)
Żakowice – dzielnica Radomia położona w południowej części miasta, pomiędzy Borkami, Młodzianowem i Jeżową Wolą, dawniej wieś. 
Prywatna wieś szlachecka, położona była w drugiej połowie XVI wieku w powiecie radomskim województwa sandomierskiego.
Włączana w granice miasta etapami od 1916 r. (większość). W latach 80. XX w. usytuowano na jej terenie osiedle mieszkaniowe Południe. Znajdują się tu m.in.:
- Miejskie Przedsiębiorstwo Komunikacji w Radomiu Sp. z o.o.
- Michalczewski Sp. z o.o.
- Powiatowy Urząd Pracy w Radomiu,
- PT Dystrybucja,
- Centrum Handlowe E.Leclerc
- "Mlekpol S.A." - ZPM Rolmlecz
- Kompleks "Toruńska Park"

oraz szkoły - PSP 17, Zespół Szkół Integracyjnych i Publiczne Gimnazjum Dla Dorosłych. 
Do dzielnicy można dojechać autobusami linii 1, 7, 12, 14, 16, 25.